# Mon Valley Thunder
Die Mon Valley Thunder waren eine US-amerikanische Eishockeymannschaft aus Rostraver Township, Pennsylvania. Das Team spielte in der Saison 2007/08 in der Mid-Atlantic Hockey League. 

## Geschichte
Die Mannschaft wurde 2007 als Franchise der erstmals ausgetragenen Mid-Atlantic Hockey League gegründet. In ihrer einzigen Spielzeit belegten die Thunder den vierten Platz der MAHL nach der regulären Saison. Die Saison wurde aufgrund finanzieller Probleme von der Leitung der Liga vorzeitig beendet und auf die Playoffs verzichtet. Spätere Versuche die Liga fortzuführen scheiterten, wodurch die Mon Valley Thunder endgültig aufgelöst wurden.

## Saisonstatistik
Abkürzungen: GP = Spiele, W = Siege, L = Niederlagen, T = Unentschieden, OTL = Niederlagen nach Overtime SOL = Niederlagen nach Shootout, Pts = Punkte, GF = Erzielte Tore, GA = Gegentore, PIM = Strafminuten
| Saison  | GP | W  | L  | T | OTL | SOL | Pts | GF  | GA  | Platz    | Playoffs |
| 2007/08 | 31 | 11 | 17 | — | —   | 3   | 25  | 153 | 206 | 4., MAHL | —        |

## Team-Rekorde

### Karriererekorde
Spiele: 30  James Matthews
Tore: 20  Joey Olson
Assists: 29  Joey Olson
Punkte: 49  Joey Olson
Strafminuten: 98  K.C. Hahey